# Stadtbibliothek Chemnitz
Die Stadtbibliothek Chemnitz ist die Öffentliche Bibliothek der Stadt Chemnitz. Sie umfasst knapp eine halbe Million Medieneinheiten, darunter rund 150.000 historische Bestände. Seit 2004 ist sie im Kulturkaufhaus TIETZ untergebracht.

## Geschichte
Die Bibliothek wurde 1869 als Studienbücherei durch eine Stiftung von 444 Büchern des Zschopauer Unternehmers Jacob Georg Bodemer gegründet. 1912 folgte die Eröffnung einer Volksbücherei. Im Zweiten Weltkrieg wurde die Stadtbibliothek mit ihren Beständen vollständig zerstört. Nur die ausgelagerten historischen Bücher überstanden das Bombeninferno.
1950 erfolgte die Neueröffnung im Haus am Schillerplatz. 1953 wurde ihre Funktion zur Stadt- und Bezirksbibliothek mit anleitender Aufgabe für die Öffentlichen Bibliotheken des Bezirkes Karl-Marx-Stadt erweitert. Seit 1976 ergänzt eine „internationale Bibliothek“ mit fremdsprachiger Literatur die Einrichtung. Mit der deutschen Wiedervereinigung erhielt sie ihren ursprünglichen Status als Stadtbibliothek zurück. Die seit 1990 laufenden Planungen für eine neue Zentralbibliothek im Stadtzentrum wurden mit der Einrichtung des Kulturkaufhauses "Das Tietz" im Jahr 2004 abgeschlossen.

## Historischer Bestand
Die Bibliothek verfügt über einen umfangreichen historischen Bestand – Bücher, gebundene Zeitungs- und Zeitschriftenjahrgänge und andere Druckerzeugnisse aus neun Jahrhunderten. Besonders schützenswerte Bestände unterliegen Ausleihbeschränkungen und können nur im Lesesaal eingesehen werden.